# Ramon Sastre i Juan
Ramon Sastre i Juan (Barcelona, 7 de desembre de 1896 - ibídem, 8 de març de 1988) fou un arquitecte, escriptor i poeta barceloní conegut principalment pels seus articles al Diari de Catalunya entre finals de 1937 i principis de 1938, en plena Guerra civil espanyola.

## Infància i joventut
Fill d'una família de la burgesia catalana, el seu pare era farmacèutic. Després dels estudis primaris i secundaris segueix dos cursos generals a la Universitat de Barcelona i completa els estudis superiors a l'Escola d'Arquitectura de Barcelona. Durant els anys d'estudiant, Ramon Sastre desplega una gran activitat en el camp de la poesia i de la literatura, escrivint en revistes juvenils catalanes i a alguns diaris locals, i participant en Jocs Florals. L'any 1918 publica un llibre de poemes amorosos titulat Hores del poema eròtic sota el pseudònim de Ramon de Curell. Posteriorment, marxa a París per tal d'ampliar els estudis d'arquitectura i conèixer els nous corrents artístics i tecnològics. Assisteix a l'École Spéciale d'Architecture i a l'École des Hautes Études Urbaines, presentant una tesi sobre “Barcelona i els seus enllaços” dirigida per l'urbanista francès Léon Jaussely.
Instal·lat al barri Llatí de la capital francesa, viu uns anys d'intensa activitat intel·lectual, ja que es relaciona amb el món de l'art i la literatura. Aprofita la seva estada a París per altres ciutats del país i per conèixer altres països d'Europa. En aquesta època, Ramon conforma el grup de fundadors i animadors del Casal Català de París, on s'organitzen actes culturals, recreatius i patriòtics. També escriu reportatges culturals al diari “La Veu de Catalunya”.

## Adultesa
De retorn a Barcelona. l'any 1926, lloga un local al Passeig de Gràcia de la ciutat comtal per instal·lar-hi el seu estudi d'arquitectura. A més de treballar en encàrrecs per a clients particulars, col·labora en la urbanització de l'Eixample i en la construcció d'edificis. També, durant uns mesos, exerceix d'arquitecte al municipi d'Igualada.
En aquest local, i influït per la vida cultural parisenca, Ramon hi aplega un grup d'amics que representen totes les tendències artístiques (escriptors, músics, pintors, poetes…) interessats en la cultura i seguidors dels corrents més innovadors d'Europa i d'arreu del món. Cada dimarts, al capvespre de 7 a 9, s'hi celebraven lectures, conferències o concerts, i s'hi aplegava un bon nombre de gent coneguda en el nostre món de les arts i de les lletres. Era un tercer pis o golfa, consistent en un passadís, tres cambres i una sala, tot baix de sostre i arranjat a l'estil de l'intel·lectualisme vuitcentista. L'estudi donava al passeig de Gràcia a través de sis o set balconets. Les activitats es completen amb la publicació l'any 1928 de la revista "Joia” d'actualitat cultural, literària i artística, de caràcter noucentista. A l'octubre de 1932 té l'oportunitat de fer un viatge per tots els països mediterranis que li permet conèixer gran varietat d'indrets i de personatges.

## Guerra Civil i Dictadura
Al començament de la Guerra Civil, Ramon no és mobilitzat conseqüència de la seva edat. Viurà tota la confrontació a la ciutat de Barcelona. Les seves activitats habituals es varen reduir considerablement, amics es van dispersar, i la vida a la ciutat es va anar instabilitzant a mesura que avançava el conflicte. A la tardor de 1937, Sastre inicia la col·laboració amb el Diari de Catalunya, del grup Estat Català, on comenta els fets quotidians socials i polítics del moment. Es tracta d'uns articles breus on informa dels esdeveniments de la guerra, del dia a dia i com es va complicant la situació. Sastre els signa amb el pseudònim de GNOM.
Al final de la guerra Ramon és empresonat durant tres mesos per no saludar la bandera dels vencedors. Amb la desfeta republicana de 1939, la implantació de la dictadura franquista Sastre es va trobar en què els seus amics o es van exiliar o van canviar de bàndol. Aquests fets, afectaren a Ramon que va abandonar tota activitat pública i es va tancar en una espècie d'exili interior i decideix dedicar-se exclusivament a la literatura.
De pensament conservador, catòlic, i alhora profundament demòcrata i sobiranista català, Sastre va decidir ser fidel a la legalitat republicana, avantposant els seus ideals patriòtics i democràtics als seus interessos personals o de classe.L'any 1940 es casa amb Teresa Domènech i en pocs anys tenen tres filles. Sastre va poder conservar el seu estudi del Passeig de Gràcia de Barcelona i l'utilitzà com a lloc de treball per a la seva activitat literària, va escriure unes memòries i va revisar tota la seva obra poètica. Fou el traductor al català l'obra “Charmes” de poeta Paul Valéry pel qual fou premiat l'any 1959 al Centenari dels Jocs Florals de la Llengua Catalana celebrat a París.
A la seva vellesa va poder assistir a la mort del dictador, a l'adveniment de la democràcia i al retorn de l'ús de la llengua catalana. Va morir a Barcelona el 8 de març de 1988.